# Neodrymonia griseus
Neodrymonia griseus är en fjärilsart som beskrevs av Alexander Schintlmeister 1997. Neodrymonia griseus ingår i släktet Neodrymonia och familjen tandspinnare. Inga underarter finns listade i Catalogue of Life.